# Långholmen (Kemiö)
Långholmen est une île de l'archipel finlandais à Kimitoön en Finlande.

## Géographie
Långholmen est une île et un village situés entre Sauvo et Kemiö. 
L'île est à environ 32 kilomètres au sud-est de Turku.
La superficie de Långholmen est de 42,9 hectares et sa plus grande longueur est de 1,8 kilomètre dans la direction est-ouest.
L'île s'élève à environ 35 mètres au-dessus du niveau de la mer,.
Långholmen est en partie escarpée et couverte d'une forêt de conifères.